# Miguel Ángel Brindisi
Miguel Ángel Brindisi (* 8. října 1950, Buenos Aires) je bývalý argentinský fotbalista, záložník. V roce 1973 byl vyhlášen argentinským fotbalistou roku. Po skončení aktivní kariéry působil jako trenér.

## Klubová kariéra
Začínal v argentinském klubu CA Huracán, se kterým v roce 1973 vyhrál argentinský šampionát Metropolitano. V letech 1976-1979 hrál španělskou La Ligu za UD Las Palmas. Po návratu do Argentiny hrál za CA Huracán, CA Boca Juniors a CA Unión Santa Fe. S Bocou Juniors vyhrál v roce 1981 Metropolitano. V roce 1983 hrál v Uruguayi za Nacional Montevideo, se kterým vyhrál uruguayskou ligu. Dále hrál za Racing Club (Avellaneda) a v Guatemale za CSD Municipal. V Poháru UEFA nastoupil ve 4 utkáních. V Poháru osvoboditelů nastoupil ve 24 utkáních a dal 7 gólů.

## Reprezentační kariéra
Za reprezentaci Argentiny nastoupil v letech 1969-1974 ve 46 utkáních a dal 17 gólů, byl členem argentinské reprezentace na Mistrovství světa ve fotbale 1974, kde nastoupil ve 4 utkáních a dal 1 gól.

## Ligová bilance
| Ročník                            | Zápasy | Góly | Klub                |
| --------------------------------- | ------ | ---- | ------------------- |
| Primera División (Argentina) 1968 | 8      | 1    | CA Huracán          |
| Primera División (Argentina) 1969 | 35     | 13   | CA Huracán          |
| Primera División (Argentina) 1970 | 33     | 10   | CA Huracán          |
| Primera División (Argentina) 1971 | 44     | 15   | CA Huracán          |
| Primera División (Argentina) 1972 | 42     | 29   | CA Huracán          |
| Primera División (Argentina) 1973 | 32     | 21   | CA Huracán          |
| Primera División (Argentina) 1974 | 23     | 13   | CA Huracán          |
| Primera División (Argentina) 1975 | 47     | 27   | CA Huracán          |
| Primera División (Argentina) 1976 | 22     | 16   | CA Huracán          |
| Primera División 1976/77          | 30     | 8    | UD Las Palmas       |
| Primera División 1977/78          | 32     | 7    | UD Las Palmas       |
| Primera División 1978/79          | 30     | 10   | UD Las Palmas       |
| Primera División (Argentina) 1979 | -      | 3    | CA Huracán          |
| Primera División (Argentina) 1980 | -      | 13   | CA Huracán          |
| Primera División (Argentina) 1981 | 45     | 19   | CA Boca Juniors     |
| Primera División (Argentina) 1982 | 33     | 8    | CA Boca Juniors     |
| Primera División (Argentina) 1983 | 14     | 2    | CA Unión Santa Fe   |
| Primera División (Uruguay) 1983   | 11     | 1    | Nacional Montevideo |
| CELKEM]                           | -      | -    |                     |